# Aurelio Cazenave Ferrer
Aurelio Cazenave Ferrer (Málaga, 1906 - Granada, 1965) Doctor en Ciencias Químicas, fue Catedrático de Física y Química, y catedrático de Mercancías de la Universidad de Granada. Igualmente fue Perito Mercantil, Profesor Mercantil e Intendente Mercantil. Desde 1942 hasta su prematuro fallecimiento en 1965, fue director de la Escuela Profesional de Comercio de la Universidad de Granada, actualmente Facultad de Ciencias Económicas y Empresariales. Entre 1935 y al menos hasta 1946 fue también responsable según necesidades de la Cátedra vacante de Química Inorgánica y de la Cátedra de Química Técnica de la Facultad de Ciencias de la misma universidad. Se le considera el padre de los estudios de Economía y Empresa con rango universitario en España,[cita requerida] y fue también el fundador en 1947 del Ilustre Colegio Oficial de Titulares Mercantiles de Granada.